# OFK Titograd Podgorica
OFK Titograd je crnogorski nogometni klub iz Podgorice. Trenutačno se natječe u Prvoj crnogorskoj nogometnoj ligi.

## Povijest
Klub je osnovan 1950. pod imenom FK Mladost, ali je nakon nekoliko godina preimenovan u OFK Titograd. Godine 1992. preimenovan je u staro ime FK Mladost, koje nosi do 2018. godine kada se ponovo naziva OFK Titograd. 
Do 2008., kada se preselio na novi stadion na Ćemovskom polju, Titograd je bio jedini klub iz starog dijela Podgorice.
Za vrijeme bivše Jugoslavije klub se uglavnom natjecao u Drugoj saveznoj ligi i u Trećoj crnogorskoj republičkoj ligi.
Nakon proglašenja crnogorske neovisnosti 2006. godine najbolji crnogorski klubovi ušli su u novoosnovanu Prvu crnogorsku nogometnu ligu. Kao drugoplasirani klub u Trećoj ligi Titograd je također ušao u novu ligu, pobijedivši u doigravanju Zoru iz Spuža.
U svibnju 2008. godine nakon loših igara klub je zauzeo posljednje, 12. mjesto u Prvoj ligi, zbog čega je ispao u Drugu ligu. Ipak, nakon dvije godine klub je ponovno ušao u Prvu nogometnu ligu.

## Vanjske poveznice
- Službene stranice Crnogorskog nogometnog saveza[neaktivna poveznica]
- Rezultati Mladosti na soccerway.com